# The Art of Love & War
The Art of Love & War è il quarto album in studio della cantante statunitense Angie Stone, pubblicato nel 2007.

## Tracce
1. Take Everything In – 3:52
2. Baby (feat. Betty Wright) – 4:50
3. Here We Go Again – 3:33
4. Make It Last – 3:46
5. Sometimes – 3:21
6. Go Back to Your Life – 1:22
7. Half a Chance (feat. Chino) – 4:06
8. These Are the Reasons – 4:58
9. My People (feat. James Ingram) – 5:58
10. Sit Down – 4:32
11. Play wit It – 2:50
12. Pop Pop – 3:51
13. Wait for Me – 4:50
14. Happy Being Me (feat. Pauletta Washington) – 4:28